# Ihler Meer
Das Ihler Meer ist ein künstlich entstandener Badesee mit einer Fläche von 3,5 Hektar. Er liegt in Ihlowerfehn, einem Ortsteil der Gemeinde Ihlow in Ostfriesland, zwischen den Städten Emden und Aurich.
Das Ihler Meer wurde in den 1980er Jahren mit Flachwasser- und Tiefwasserzonen künstlich geschaffen und über Tiefbrunnen mit Wasser versorgt. Anfang der 1990er Jahre wurde er mit Hilfe von EU-Förderprogrammen zur Freizeitanlage Ihler Meer ausgebaut und bietet seither Raum für Kinder und Erwachsene, die schwimmen und entspannen möchten.